# Žminj
Žminj (italienisch Gimino) ist ein Dorf und ein Stadtbezirk in der Gespanschaft Istrien, Kroatien. 
Laut Volkszählung 2021 hatte die Gemeinde 3360 Einwohner. Žminj liegt im Mittelpunkt Istriens auf 355 m. Die Bewohner der Umgebung von Žminj sind hauptsächlich im Wein-, Oliven-, Gemüse- und Obstanbau tätig.
Žminj besitzt einen Bahnhof an der Bahnstrecke Divača–Pula.

## Galerie

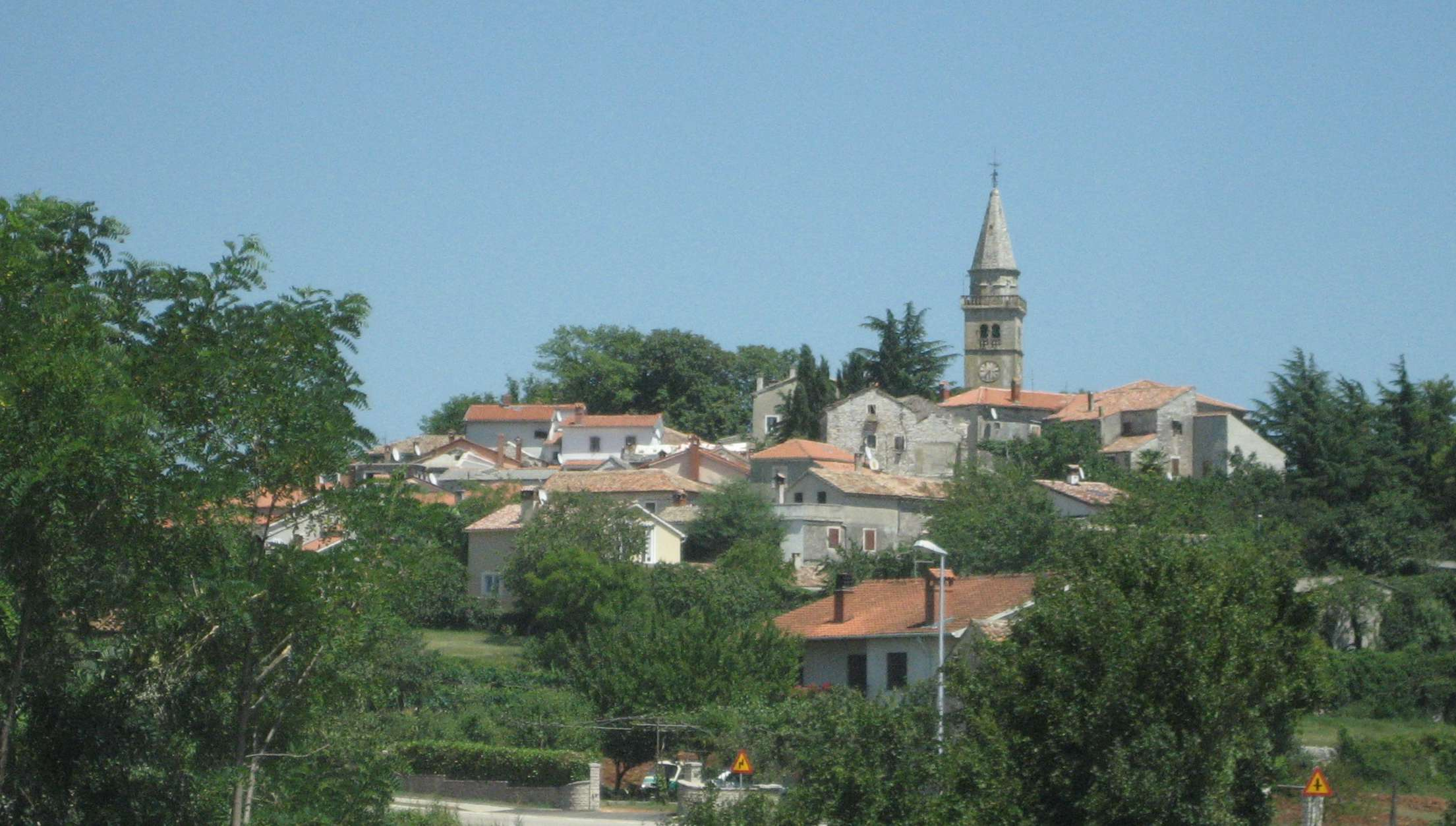
Ortsansicht
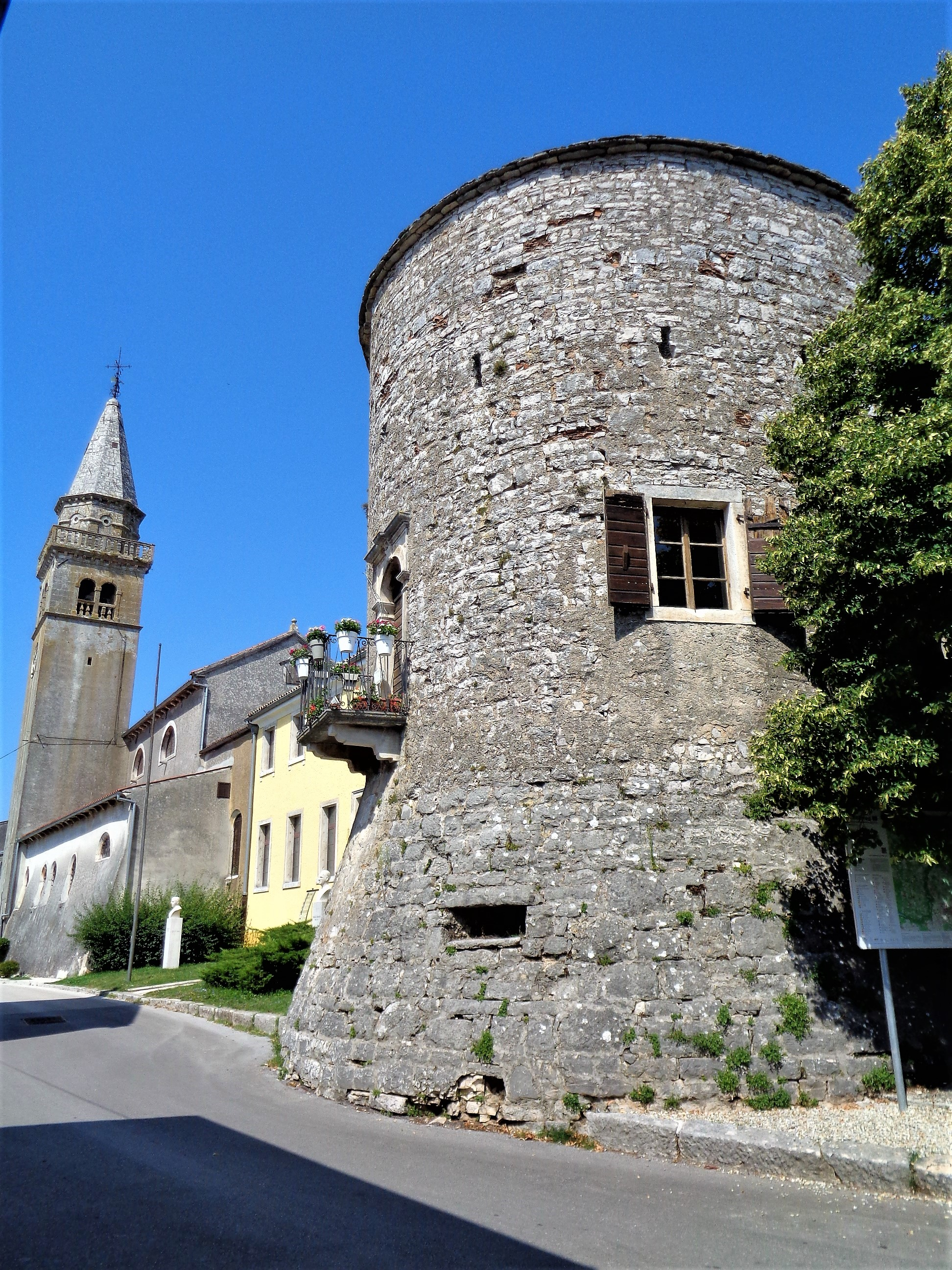
Mittelalterlicher Turm in der Ortsmitte
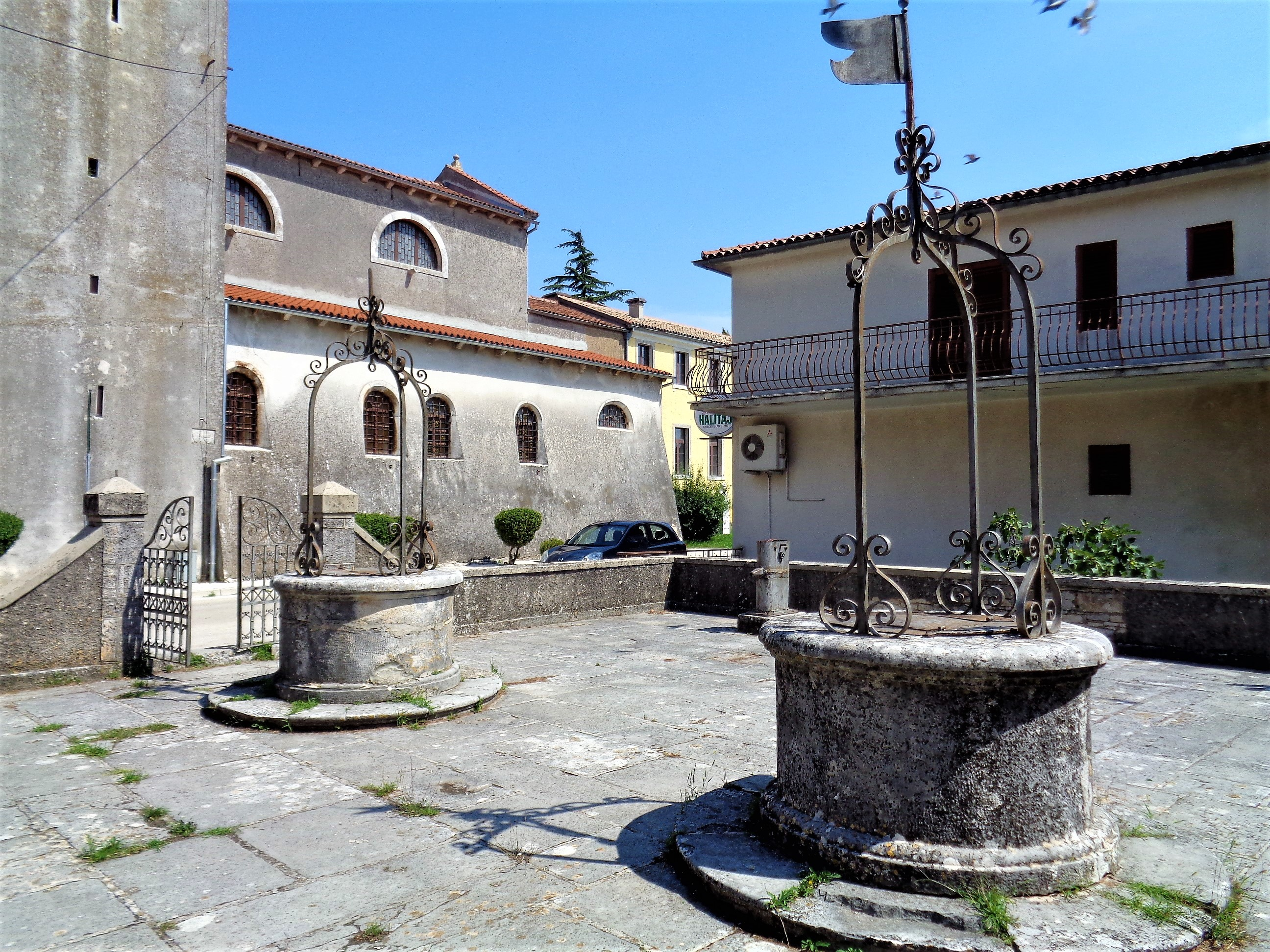
Zwei Brunnen in der Ortsmitte
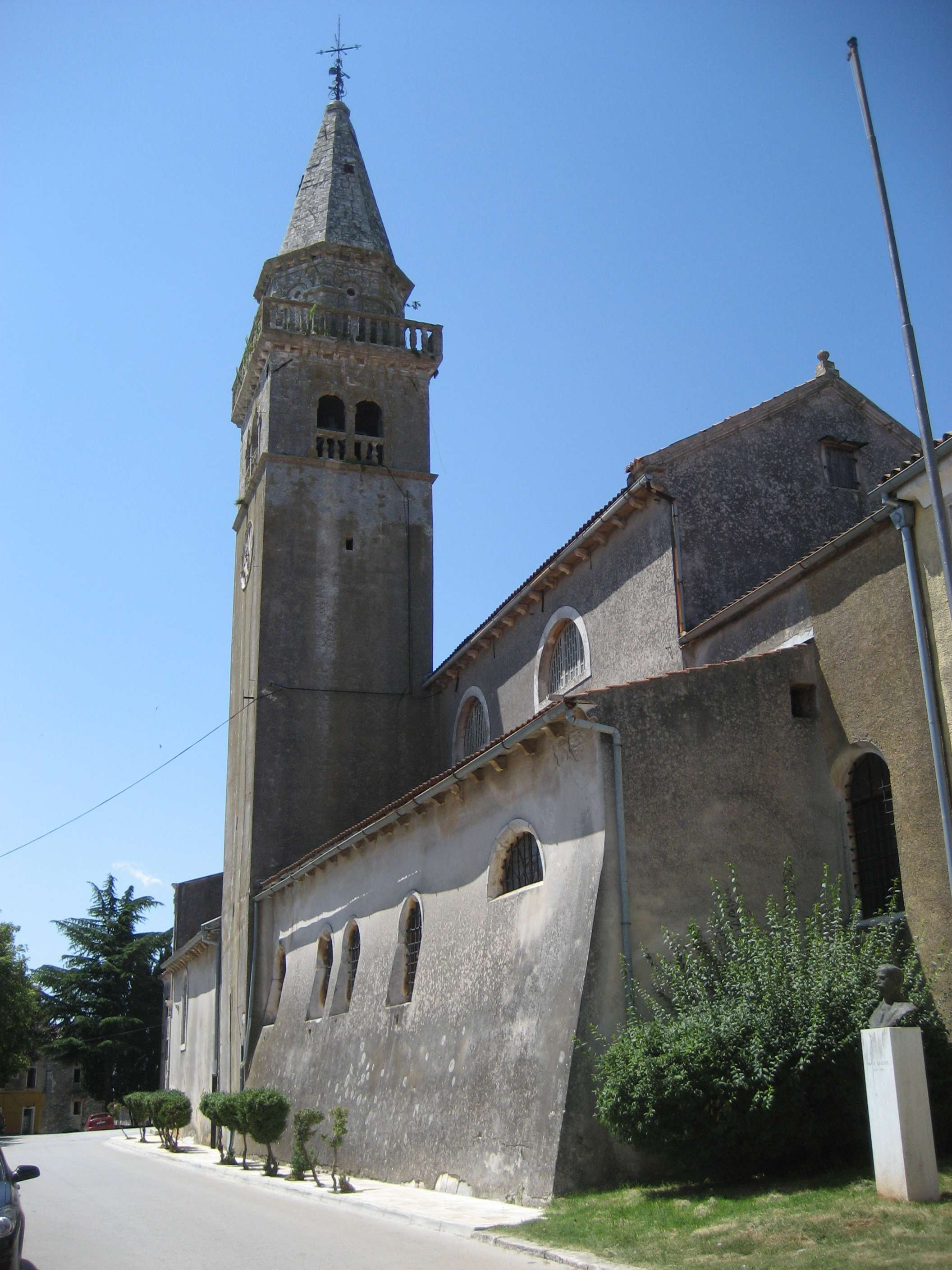
Kirche des Hl. Michael kroatisch Župna crkva Svetog Mihovila Arkanđela